# اس‌اس دوارکا
اس‌اس دوارکا (به انگلیسی: SS Dwarka) یک کشتی بود که طول آن ۳۹۹ فوت (۱۲۲ متر) بود. این کشتی در سال ۱۹۴۷ ساخته شد.